# Michael Smith (basket-ball, 1972)
Ne doit pas être confondu avec Michael Smith (basket-ball, 1965).
Pour les articles homonymes, voir Michael Smith (homonymie) et Smith.
Michael Smith, né le 28 mars 1972 à Washington DC, est un ancien joueur américain de basket-ball. Il évoluait au poste d'ailier fort.